# NGC 5863
NGC 5863 је спирална галаксија у сазвежђу Вага која се налази на NGC листи објеката дубоког неба.
Деклинација објекта је - 18° 25' 52" а ректасцензија 15h 10m 48,3s. Привидна величина (магнитуда) објекта NGC 5863 износи 12,6 а фотографска магнитуда 13,5. NGC 5863 је још познат и под ознакама ESO 581-22, MCG -3-39-1, NPM1G -18.0484, PGC 54160.